# روتلرین
روتلرین (انگلیسی: Rottlerin) یک فراورده طبیعی پلی‌فنلی است که از درخت آسیایی Mallotus philippensis جدا شده است. روتلرین طیف پیچیده‌ای از اثرات فارماکولوژی را نشان می‌دهد.